# راهنمای تلفن ۱۱۸
راهنمای تلفن ۱۱۸ یکی از مراجع دولتی ایران جهت راهنمایی و دستیابی به اطلاعات و شمارهٔ تلفن‌های مشترکین حقیقی و حقوقی می‌باشد.
این مرکز وابسته به شرکت مخابرات ایران و زیر نظر وزارت ارتباطات و فناوری اطلاعات است. این شماره یکی از عمومی‌ترین شماره‌های آشنا در بین ایرانیان است.

## تاریخچه
تاریخچه فعالیت مرکز اطلاعات تلفنی به چهار دورهٔ اصلی تقسیم می‌شود:
۱. دوره آغازین (پیش از سال ۱۳۳۷)
۲. گردونه (۱۳۵۴ – ۱۳۳۷)
۳. میکروفیلم (۱۳۷۳–۱۳۵۴)
۴. رایانه (از سال ۱۳۷۳ و پس از آن)

## آمار و ارقام
بنا به اعلام شرکت مخابرات روزانه نزدیک به یک میلیون تماس با سامانه تلفنی ۱۱۸ تهران صورت می‌گیرد و همچنین بیش از پانصد هزار بازدید از سامانهٔ اینترنتی ۱۱۸ صورت می‌گیرد. 